# Царацово
Царацово (болг. Царацово) — село в Болгарии. Находится в Пловдивской области, входит в общину Марица. Население составляет 2 143 человека.

## Политическая ситуация
В местном кметстве Царацово, в состав которого входит Царацово, должность кмета (старосты) исполняет Йорданка Угренова Стайковска (Болгарская социалистическая партия (БСП)) по результатам выборов правления кметства.
Кмет (мэр) общины Марица — Запрян Иванов Дачев (Болгарская социалистическая партия (БСП)) по результатам выборов в правление общины.